# アンドレ・フェレイラ・ダ・シルバ
アンドレ・フェレイラ・ダ・シルバ（André Ferreira Da Silva、1980年4月9日 - ）は、ブラジルサンパウロ州タルマン出身のプロサッカー選手。モンテディオ山形での登録名はアンドレ・シルバ（André Silva）。ポジションはミッドフィールダーで、主にボランチを務める。

## 経歴
2009年にブラジル2部のガマからJ1・モンテディオ山形へ期限付き移籍で加入。即戦力のボランチとして期待されたものの怪我のため出遅れ、そのまま出場機会を得ることができないまま2009年8月26日、本人の希望もあり、契約解除となった。

## プレースタイル
豊富なスタミナを誇るボランチでモトルジーニョ（「小さな車」の意）の愛称を持つ。フリーキックも正確。球離れが良い一方、守備にはやや難があるとされる。

## 所属クラブ
- 1999年  カピヴァリアーノFC
- 2000年  ECパラグアスエンセ（ポルトガル語版）
- 2001年  CAリネンセ
- 2002年  アソシアソン・フェロヴィアリア・ジ・エスポルテス
- 2003年  インデペンデンテFC（英語版）
- 2004年 - 2005年  ウニオン・アグリーコラ・バルバレンセFC
- 2005年 ‐ 2006年  AAポンチ・プレッタ
- 2006年 - 2007年  MKEアンカラギュジュ
- 2008年  SEガマ
- 2009年1月 - 2009年8月  モンテディオ山形 (期限付き移籍)
- 2010年  ウニオン・アグリーコラ・バルバレンセFC
- 2010年  クルーベ・ジ・レガタス・ブラジル
- 2010年 - 2012年  アトレチコ・ソロカーバ
- 2012年  グアラニEC (ミナスジェライス州)（ポルトガル語版）
- 2012年  アメリカFC (リオグランデ・ド・ノルテ州)
- 2013年 - 2014年  グアラニEC

## 個人成績
| 国内大会個人成績 | 国内大会個人成績 | 国内大会個人成績 | 国内大会個人成績 | 国内大会個人成績 | 国内大会個人成績 | 国内大会個人成績 | 国内大会個人成績 | 国内大会個人成績 | 国内大会個人成績 | 国内大会個人成績 | 国内大会個人成績 |
| 年度             | クラブ           | 背番号           | リーグ           | リーグ戦         | リーグ戦         | リーグ杯         | リーグ杯         | オープン杯       | オープン杯       | 期間通算         | 期間通算         |
| 年度             | クラブ           | 背番号           | リーグ           | 出場             | 得点             | 出場             | 得点             | 出場             | 得点             | 出場             | 得点             |
| 日本             | 日本             | 日本             | 日本             | リーグ戦         | リーグ戦         | リーグ杯         | リーグ杯         | 天皇杯           | 天皇杯           | 期間通算         | 期間通算         |
| ---------------- | ---------------- | ---------------- | ---------------- | ---------------- | ---------------- | ---------------- | ---------------- | ---------------- | ---------------- | ---------------- | ---------------- |
| 2009             | 山形             | 8                | J1               | 0                | 0                | 0                | 0                | 0                | 0                | 0                | 0                |
| 通算             | 日本             | 日本             | J1               | 0                | 0                | 0                | 0                | 0                | 0                | 0                | 0                |
| 総通算           | 総通算           | 総通算           | 総通算           | 0                | 0                | 0                | 0                | 0                | 0                | 0                | 0                |